# Dolmen de la Sulette
Le dolmen de la Sulette est situé à Saint-Hilaire-la-Forêt, dans le département français de la Vendée.

## Historique
L'édifice est signalé dès 1862 par Ferdinand Baudry. Il est entièrement fouillé, démonté et remonté entre 1989 et 1994 par Robert Cadot.

## Description
C'est un petit dolmen de type angevin avec un trilithe surbaissé qui ouvre au sud-est. Les dalles sont en grès, granite, et calcaire silicifié. Le sol de la chambre est recouvert d'une unique grande dalle comme au dolmen de Savatolle no 2, il est légèrement surélevé par rapport au couloir d'accès.
Lors des fouilles menées de 1989 à 1991 par R. Cadot, aucun trace de cairn ne fut retrouvée laissant supposer que le dolmen était recouvert d'un tumulus constitué de terre. Lors de ces fouilles, l'édifice fut entièrement démonté puis remonté en renforçant la structure. Les murettes en pierres sèches qui comblent les interstices entre les orthostates de la chambre résultent d'un choix de restauration qui ne repose sur aucune donnée archéologique. Il en est de même du muret en pierres sèches qui ceinture le tumulus qui a été élevé pour en retenir la terre, aucun justificatif archéologique n'atteste de la présence à l'origine d'un tel muret de parement.
Le mobilier archéologique découvert se limite à des tessons de céramique campaniforme.